# Misha Segal

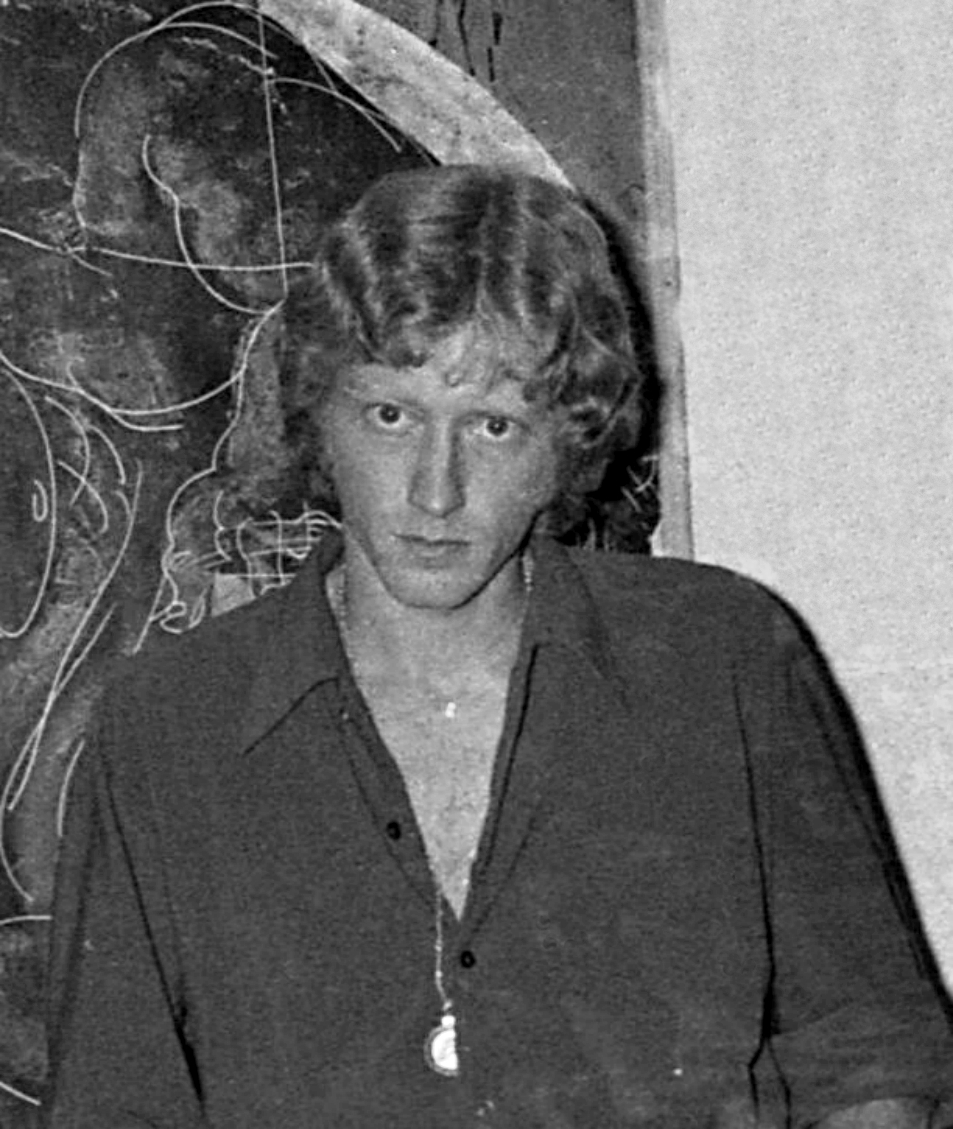
Misha Segal, 1969

Misha Segal (* 1943 in Haifa, Völkerbundsmandat für Palästina) ist ein israelischer Komponist.

## Leben
Misha Segal wurde als Sohn eines russischen Musikers und einer Wienerin in Haifa 1943 geboren. Beide waren ausgeprägte Musikfans. Der Vater interessierte sich für Jazz, darunter Louis Armstrong, während die Mutter Wiener Klassik, wie etwa Johann Strauss. Er wuchs in Tel Aviv-Jaffa auf und begann trotz seiner Musikleidenschaft erst mit dem Militärdienst, das Piano zu erlernen. Anschließend studierte er Film und Philosophie sowie Musik unter dem Komponisten Paul Ben-Haim und Noam Sheriff an der Universität Tel Aviv. Es folgte ein Praktikum bei dem deutschen Komponisten Dieter Schöhnbach, sowie ein Studium der Komposition an der Guildhall School of Music and Drama, welches er an der Berklee College of Music abschloss.
Zurück in Israel konnte sich Segal als Komponist für Rock, Pop und Jazz durchsetzen. So wurden vereinzelte Stücke von ihm von der Israeli Philharmonic und dem Israeli Chamber Ensemble gespielt. Anschließend zog er nach New York City, wo er für Columbia Records und RCA Records mit Musikern wie Luther Vandross, Maynard Ferguson, Phyllis Hyman und Nancy Wilson arbeiten konnte. Als er einen neuen Vertrag bei Motown unterschrieb, zog er nach Los Angeles, wo er erstmals auch Filmmusik komponierte. So schrieb er die Musik zu Filmen wie Pippi Langstrumpfs neueste Streiche und Das Phantom der Oper.

## Filmografie (Auswahl)
- 1984: Die Herrschaft der Ninja (Ninja III: The Domination)
- 1985: Der Tanz des Drachen (The Last Dragon)
- 1986: Nächte der Sieger (Knights of the City)
- 1987: Land der Sehnsucht (Ha-Holmim)
- 1987: Stahl-Justiz (Steele Justice)
- 1988: Pippi Langstrumpfs neueste Streiche (The New Adventures of Pippi Longstocking)
- 1989: Das Phantom der Oper (Gaston Leroux’s The Phantom of the Opera)
- 1990: Mann mit Ehre – Du achtest nur, was du fürchtest (Men of Respect)
- 1992: Angst ohne Ende (With Murder in Mind)
- 1992: Auf der Spur des Terrors (The Double 0 Kid)
- 1992: Jonathan – Leben gegen jede Chance (Jonathan: The Boy Nobody Wanted)
- 1992: Love-Crash (Jersey Girl)
- 1993: 72 Stunden in der Flammenhölle (Firestorm: 72 Hours in Oakland)
- 1993: Die siebente Münze (The Seventh Coin)
- 1994: Heiße Nächte im Paradies (Dark Tide)
- 1994: Sie lebt zwei Leben (She Led Two Lives)
- 1998: Liebe aus Träumen geboren (Indiscretion of an American Wife)
- 1999: Nicht perfekt (Different)
- 2006: Santa Baby (Fernsehfilm)
- 2008: Alles für meinen Vater (Sof Shavua B’Tel Aviv)
- 2009: Santa Baby 2 (Santa Baby 2: Christmas Maybe, Fernsehfilm)
- 2010: Schatten Kommando (Shadows in Paradise)
- 2014: Tekken 2: Kazuya’s Revenge

## Auszeichnungen (Auswahl)
- 2008: Nominierung für einen Ophir Award für seine Filmmusik von Alles für meinen Vater